# Cavacha
Cavacha é um tipo de ritmo encontrado na popular música do Zaire e do Quênia. Geralmente é tocado na bateria, muitas vezes com a caixa ou chimbau. Bandas zairenses como Zaiko Langa Langa e Orchestra Shama Shama popularizaram essa forma de ritmo nos anos 1960 e 1970.
A cavasha foi criada em 1971 pelo membro do Zaiko Langa Langa. A ideia veio primeiro de Meridjo Belobi durante uma viagem de trem que fez de Brazzaville para Pointe-Noire, Congo Brazzaville. O músico cantou ao longo da viagem no trem. De volta em Kinshasa, Meridjo propôs uma banda que eles devem criar algum novo ritmo de música baseado no som de um trem. Todos concordaram e trabalharam. O resultado foi o nascimento do cavasha. Localmente, na República Democrática do Congo, o ritmo do Cavasha é referido como MACHINI YA KAUKA,que significa, literalmente, do Lingala: "O Motor de Kauka". Kauka é um bairro da cidade de Kinshasa, que a sede da empresa de transporte ONATRA que operam balsas e trens.